# Flatasjön (Dalums socken, Västergötland)
Flatasjön är en sjö i Ulricehamns kommun i Västergötland och ingår i Ätrans huvudavrinningsområde. Sjön är 12,5 meter djup, har en yta på 0,042 kvadratkilometer och är belägen 175 meter över havet.